# Sean Kuraly
Sean Kuraly (Dublin, Ohio, 20 de enero de 1993), apodado Goose, es un jugador profesional estadounidense de hockey sobre hielo que se desempeña en la posición de centro en Columbus Blue Jackets, equipo de la National Hockey League (NHL).

## Carrera
Fue seleccionado en la quinta ronda en la NHL Entry Draft de 2011. En 2016 hizo su debut profesional con el equipo Boston Bruins, en el cual jugó cinco temporadas (2016-2021), después pasó a Columbus Blue Jackets, donde lleva jugando tres temporadas.